# 순흥향교
순흥향교(順興鄕校)는 대한민국 경상북도 영주시 순흥면에 있는 향교이다. 1998년 4월 13일 경상북도의 문화재자료 제347호로 지정되었다.

## 개요
향교는 공자와 여러 성현께 제사를 지내고, 지방민의 교육과 교화를 위해 나라에서 세운 교육기관이다.
순흥향교는 고려 충렬왕 30년(1340)에 처음 지었으나, 단종 복위운동으로 고을과 함께 향교가 혁파당하여 약 200여년이 지난 숙종 9년(1683) 부(府)가 회복되면서 다시 세웠다. 이후 여러 차례 위치를 옮겨 세운 끝에 정조 14년(1790) 지금 있는 자리로 옮겨 오늘에 이르고 있다.
지금 남아 있는 건물로는 제사 공간인 대성전과 동무·서무, 교육 기능을 수행하는 강당인 명륜당, 학생들의 기숙사인 동재, 삼문 등이다. 전체적인 배치는 교육 공간인 명륜당을 앞에 두고, 제사 공간인 대성전을 뒤로 배치한 전학후묘의 공간 구성을 이루고 있다.
대성전에는 공자를 비롯한 그 제자와 우리나라 성현들의 위패를 모시고 있다.
조선시대에는 나라에서 토지와 노비·책 등을 지원받아 학생들을 가르쳤으나, 지금은 교육 기능은 없어지고 제사 기능만 남아 있다

## 참고 자료
- 순흥향교 - 국가유산청 국가유산포털